# Arnold Sönnerdahl
Arnold Martin Sönnerdahl, född 18 april 1910 i Malmö S:t Johannes församling, död 5 december 1967 i Möllevångens församling, Malmö, var en svensk redaktör och socialdemokratisk politiker.
Sönnerdahl studerade vid LO:s skola i Brunnsvik och genomgick diverse kurser inom Arbetarnas bildningsförbund. Han företog studieresor till England med LO:s stipendium 1946, deltog i en kurs i Skottland 1947 och en sommarkurs vid universitetet i Manchester 1948. 
Sönnerdahl var redaktör hos Svenska Handelsarbetareförbundet i Malmö från 1929. Han blev ledamot av stadsfullmäktige 1938 och var januari till september 1949 ordförande i styrelsen för Malmö stads spårvägar. Han var även ledamot av drätselkammaren och andra kommunala institutioner och styrelser, innan han 1949 lämnade sina politiska uppdrag. 
Sönnerdahl var ordförande i det 1938 bildade Hyresgästernas Bostadsproduktion. År blev han 1943 ordförande i HSB Malmö i samband med dessa föreningars sammanslagning, samtidigt som Hugo Åberg blev verkställande direktör. År 1945 blev Sönnerdahl ordförande i förvaltningsrådet inom HSB:s Riksförbund och 1953 Åbergs efterträdare som VD. Sönnerdahl tvingades dock 1956 att lämna samtliga sina uppdrag på grund av oegentligheter inom HSB Malmö (ny VD blev Oscar Stenberg).